# San José de los Pozos
San José de los Pozos es una localidad tipo congregación del municipio de Bacerac ubicada en el noreste del estado mexicano de Sonora, cercana al límite divisorio con el estado de Chihuahua en la zona de la Sierra Madre Occidental, su cercanía al estado de Chihuahua es tanta que mayormente se cree que le pertenece a éste. Es la segunda localidad más poblada del municipio, sólo después del pueblo de Bacerac, la cabecera municipal, ya que se egún los datos del Censo de Población y Vivienda realizado en 2020 por el INEGI, la localidad cuenta con 67 habitantes. En esta localidad se encuentra un asentamiento importante del grupo étnico de los kikapú.

## Geografía
Véase: Geografía del Municipio de Bacerac.
San José de los Pozos se encuentra bajo las coordenadas geográficas 30°16′36.999″ de latitud norte y 108°33′22.999″ de longitud oeste del meridiano de Greenwich, a una elevación media de 2052 metros sobre el nivel del mar, siendo una de las localidad más altas en el estado, ya que se sitúa en las serranías de la Sierra Madre Occidental y a escasos metros del límite divisorio con el estado de Chihuahua. Cerca de la localidad hay varias serranías como la De Madera, Huachinera, De Dos Cabezas, Tashuinora, y en los límites con el estado de Chihuahua, la sierra Azul.

## Demografía
Según el Censo de Poblacioón y Vivienda de 2020 realizado por el Instituto Nacional de Estadística y Geografía (INEGI), San José de los Pozos tiene una población de 67 habitantes, de los cuales 32 son hombres y 35 son mujeres, contando con 34 viviendas habitadas.

### Instituciones educativas
En la localidad hay tres instituciones educativas, todas de carácter público y controladas por el estado:
- Un jardín de niños comunitario;[7]
- La escuela primaria "Nueva Creación";[8]
- Una escuela secundaria comunitaria.[9]

### Población histórica
Evolución de la cantidad de habitantes desde el evento censal del año 1970:
| Año           | 1970 | 1980 | 1990 | 1995 | 2000 | 2005 | 2010 | 2020 |
| Población     | 356  | 240  | 170  | 124  | 130  | 118  | 132  | 67   |
| Fuente: INEGI |      |      |      |      |      |      |      |      |

## Gobierno
Véase también: Gobierno del Municipio de Bacerac.
San José de los Pozos es una de las localidades en las que se conforma el Municipio de Bacerac, y su sede de gobierno de ubica en la cabecera municipal, el pueblo de Bacerac, cuyo ayuntamiento municipal está integrado por un presidente municipal, un síndico, 3 regidores de mayoría relativa y 2 de representación proporcional, electos cada tres años. Debido a la cercanía con la cabecera, no es necesario que haya una representante auxiliar designado para esta localidad.